# Tắc kè lùn Blanc
Tắc kè lùn Blanc hay Tắc kè xanh điện (danh pháp hai phần: Lygodactylus blancae) là một loài bò sát thuộc Cận bộ Tắc kè. Loài này sinh sống ở vùng núi Blanc, được Arthur Loveridge phân loại vào năm 1952.